# Скотт, Малик
Малик Скотт (англ. Malik Scott; род. 16 октября 1980 года, Филадельфия, США) — американский боксёр, выступавший в тяжёлой весовой категории. Чемпион США среди любителей (1999).

## Любительская карьера
Скотт начал заниматься боксом в возрасте 11 лет и был звездой в любительском боксе. В 1997 году он выиграл чемпионат юношеских Олимпийских игр, а в 1998 году Скотт выиграл американский турнир Boxing Classic в возрастной категории до 19 лет.
Он выиграл национальный чемпионат в тяжелом весе в 1999 году, победив чемпиона мира Майкла Беннетта и Джейсона Эстраду. В 2000 году он победил Дэваррила Уильямсона и Малькольма Танна, но проиграл Джейсону Эстраде. А затем в отборочном турнире Олимпийских игр проиграл повторный бой Майклу Беннетту. Его рекорд был 70-3.

## Профессиональная карьера
На профессиональном ринге Малик Скотт дебютировал в 2000 году. Провёл много профессиональных поединков, но уровень его оппозиции был довольно слаб.
В 2004 году победил опытного джорнимена, Луиса Монако. Затем Скотт по очкам победил американца, Дэвида Бостиса.
В 2007 году победил опытных джорнименов, Чарльза Шаффорда и Седрика Филдса.
В конце 2008 года получил серьёзную травму бицепса и был вынужден завязать с боксом на три года.
Вернулся в феврале 2012 года с победой над соотечественником Кедриком Релфордом. В мае Малик победил по очкам джорнимена Альваро Моралеса.
В сентябре 2012 года встретился с первым серьёзным соперником, боксёром из Тонга, Боуи Тупоу (22-1). Скотт победил техническим нокаутом в 8-м ранде.
Что примечательно, на профессиональном ринге Малик Скотт провёл 35 поединков, все выиграл, но не один из этих боёв не был титульным. Скотт не проводил даже низкотитульных поединков. Из 35 поединков, лишь один был 10-раундовым.

#### Бой с Вячеславом Глазковым
23 февраля 2013 года Скотт вышел на ринг с непобеждённым украинским боксёром, Вячеславом Глазковым. Малик работал с дальней дистанции, и хоть в основном и работал вторым номером, мастерски защищался, и пробивал джебы. Это позволило ему с минимальным преимуществом выиграть почти всю первую половину поединка. Глазков же действовал в роли агрессора, но так и не смог ни разу доставить Скотту серьёзных проблем. Ближе к концу поединка оба боксёра устали, но Глазков немного выровнял бой. В не зрелищном поединке, судьи зафиксировали ничью раздельным решением.

#### Бой с Дереком Чисорой
20 июля 2013 года в Лондоне состоялся поединок Малика Скотта и 29-летнего британского супертяжеловеса Дерека Чисоры. Британец смотрелся активнее Скотта, но все его атаки легко читались опытным 32-летним американцем. В шестом раунде Чисора отправил Скотта в нокдаун ударом справа. Малик оставался на коленях во время отчета и поднялся на счет «девять», но рефери сразу же остановил поединок, хотя Скотт не выглядел потрясенным и мог продолжать. Многие отметили что остались недовольны таким исходом поединка.

#### Претендентский бой с Деонтеем Уайлдером
15 марта 2014 года в бою за звание обязательного претендента на титул чемпиона мира в тяжёлом весе по версии WBC, встретился с Деонтеем Уайлдером. С самого начала боя Скотт кружил вокруг Уайлдера, который не торопился, неспешно выбрасывал джебы и высматривал брешь в защите оппонента. Дождавшись момента, Уайлдер нанес левый боковой-правый прямой и Малик оказавшись на полу ринга, так и не сумел подняться. Уайлдеру понадобилось всего 96 секунд, чтобы нокаутировать своего соперника. Этот поединок вызвал много споров и сомнений, о том что бой был договорным, и Скотт симулировал нокаут.

#### Бой Алексом Леапаи
31 октября 2014 года встретился с Алексом Леапаи. Леапаи выглядел в этом бое очень плохо, был малоподвижным и не поспевал за противником, в результате Малик Скотт уверено выиграл каждый раунд в поединке. По окончании боя всё судьи единогласно отдали победу в пользу американца 98:92, 99:91 и 100:90.

#### Бой с Тони Томпсоном
30 октября 2015 года встретился с Тони Томпсоном. Томпсон постоянно шел вперед и пытался выйти на удобную ему дистанцию, однако не успевал за своим более молодым, быстрым и подвижным соперником, который переигрывал его в большинстве эпизодов схватки. Между тем в 9 раунде Томпсон отправил Скотта в нокдаун ударом справа по виску, после чего перехватил инициативу и имел несколько хороших моментов. По итогам десяти раундов поединка судьи отдали победу Скотту со счетом 98-91, 96-93 и 95-94.

#### Бой с Луисом Ортисом
12 ноября 2016 года встретился с Луисом Ортисом.Поединок проходил в медленном темпе и выдался очень скучным. Скотт в основном был сосредоточен на выживании, и часто шел в клинч. В 4 и 5 раундах Скотт побывал в нокдауне после не самых сильных ударов, и при этом настаивал на том, что это были удары по затылку. Свой самый лучший удар за весь бой Скотт нанес в 7 раунде, однако это был удар головой в лицо Ортиса. В 9 раунде после удара по туловищу Скотт снова оказался в нокдауне. В итоге поединок продлился все 12 раундов. Судьи единогласно присудили победу Ортису со счетом: 120—105, 120—106, 119—106. За весь бой Скотт выбросил 154 удара, то есть в среднем менее 13 ударов за раунд.

## Тренерская деятельность
Стал новым главным тренером экс-чемпиона мира в тяжелом весе Деонтея Уайлдера. В октябре прошлого года Уайлдер уволил своего многолетнего наставника Марка Бреланда, который остановил бой экс-подопечного в седьмом раунде реванша против Тайсона Фьюри. 

## Список поединков
В таблице перечислены результаты всех поединков боксёров.
В каждой строке указан результат поединка. Дополнительно номер поединка обозначен цветом, который обозначает итог поединка. Расшифровка обозначений и цветов представлена в нижеследующей таблице.
| Пример | Расшифровка                     |
| ------ | ------------------------------- |
|        | Победа                          |
|        | Ничья                           |
|        | Поражение                       |
|        | Планируемый поединок            |
|        | Поединок признан несостоявшимся |
| КО     | Нокаут                          |
| ТКО    | Технический нокаут              |
| PTS    | Решение судей (по очкам)        |
| UD     | Единогласное решение судей      |
| MD     | Решение большинства судей       |
| SD     | Раздельное решение судей        |
| RTD    | Отказ от продолжения боя        |
| DQ     | Дисквалификация                 |
| NC     | Поединок признан несостоявшимся |

| Результат | Соперник         | Показатели оппонента | Тип | Раунд, Время | Дата            | Место                             | Дополнительно |
| 38-3-1    | Луис Ортис       | 25-0                 | UD  | 12           | 12 ноября 2016  | Монте-Карло, Монако               | Бой за вакантный титул чемпиона по версии WBA Inter-Continental в тяжёлом весе. Счёт: 105-120, 106-120, 106-119. |
| 38-2-1    | Тони Томпсон     | 40-5                 | UD  | 10           | 30 октября 2015 | Орландо, США                      | Счёт: 98-91, 96-93, 95-94.                                                                                       |
| 37-2-1    | Алекс Леапаи     | 30-5-3               | UD  | 10           | 31 октября 2014 | Квинсленд, Австралия              | |
| 36-2-1    | Деонтей Уайлдер  | 30-0-0               | KO  | 1 (12), 1:36 | 15 марта 2014   | Баямон, Пуэрто-Рико               | Бой за звание обязательного претендента на титул чемпиона мира по версии WBC в тяжёлом весе.                     |
| 36-1-1    | Гровер Янг       | 7-11-1               | TKO | 2 (6), 1:51  | 24 января 2014  | Шелтон (Вашингтон), США           | |
| 35-1-1    | Дерек Чисора     | 16-4                 | ТKO | 6 (10), 2:56 | 20 июля 2013    | Лондон, Англия                    | Бой за вакантный титул чемпиона по версии WBO International в тяжёлом весе.                                      |
| 35-0-1    | Вячеслав Глазков | 14-0                 | SD  | 10           | 23 февраля 2013 | Нью-Йорк, США                     | 94-96, 95-95, 98-92.                                                                                             |
| 35-0      | Боуи Тупоу       | 22-1                 | TKO | 8 (8), 0:52  | 8 сентября 2012 | Окленд (Калифорния), США          | |
| 34-0      | Альваро Моралес  | 6-10-6               | UD  | 6            | 23 июня 2012    | Студио-Сити, США                  | 60-54, 60-54, 60-54.                                                                                             |
| 33-0      | Кендрик Релефорд | 22-15-2              | UD  | 8            | 18 февраля 2012 | Корпус-Кристи, США                | 80-72, 80-72, 79-73.                                                                                             |
| 32-0      | Рафаэль Батлер   | 34-7                 | UD  | 8            | 13 декабря 2008 | Кабасон, США                      | 80-72, 80-72, 79-73.                                                                                             |
| 31-0      | Артур Кук        | 13-3-2               | TKO | 7 (8), 2:46  | 18 июля 2008    | Примм, США                        | |
| 30-0      | Дамиан Норрис    | 10-4                 | UD  | 10           | 11 декабря 2007 | Майами, США                       | 100-89, 100-89, 100-89.                                                                                          |
| 29-0      | Седрик Филдс     | 22-31-2              | UD  | 4            | 20 июля 2007    | Майами, США                       | |
| 28-0      | Чарльз Шаффорд   | 20-6-1               | UD  | 10           | 4 мая 2007      | Лас-Вегас, США                    | 100-90, 99-91, 99-91.                                                                                            |
| 27-0      | Рамон Хэйс       | 15-22-1              | UD  | 8            | 22 февраля 2007 | Лемур (Калифорния), США           | 80-72, 80-72, 80-72.                                                                                             |
| 26-0      | Эндрю Грили      | 13-14-2              | UD  | 8            | 14 декабря 2006 | Лемур (Калифорния), США           | |
| 25-0      | Маркус МакГи     | 15-10                | UD  | 8            | 22 июля 2006    | Атлантик-Сити, США                | 80-72, 80-72, 80-72.                                                                                             |
| 24-0      | Кендрик Релефорд | 13-6-1               | UD  | 8            | 28 января 2006  | Атлантик-Сити, США                | 80-72, 79-73, 79-73.                                                                                             |
| 23-0      | Деннис МакКинни  | 27-34-1              | UD  | 6            | 19 ноября 2005  | Шарлотта (Северная Каролина), США | 60-52, 60-52, 60-52.                                                                                             |